# Conférence des évêques catholiques d'Éthiopie
La Conférence des évêques catholiques d’Éthiopie (en anglais : Catholic Bishops’ Conference of Ethiopia, abrégé CBCE) est une conférence épiscopale de l’Église catholique qui rassemble les ordinaires de la hiérarchie catholique d’Éthiopie.
La conférence est membre de l’Association des conférences épiscopales membres d’Afrique de l’Est, (Association of Member Episcopal Conferences in Eastern Africa, AMECEA), et de fait du Symposium des conférences épiscopales d’Afrique et de Madagascar, (SCEAM ou SECAM). Son président est le primat de l’Église catholique éthiopienne, soit depuis 1999 Berhaneyesus Demerew Souraphiel (fait cardinal en 2015).

## Historique
L’organisation a pris plusieurs noms, pour deux raisons :
- la séparation de l’Érythrée et de l’Éthiopie en 1990, avec une séparation progressive des deux épiscopats depuis ;
- son côté forcément « inter-rituel », la région étant partagée entre catholiques latins, éthiopiens, et depuis 2015 érythréens.

La conférence a été créée le 15 décembre 1966 sous le nom de Ethiopian Episcopal Conference (« Conférence épiscopale éthiopienne »). En 2001, dix ans après l’indépendance de l’Érythrée, elle est renommée officiellement Ethiopian and Eritrean Episcopal Conference (« Conférence épiscopale éthiopienne et érythréenne »), et en 2005 Assembly of Catholic Hierarchs of Ethiopia and Eritrea (« Assemblée des hiérarques catholiques d’Éthiopie et d’Érythrée »).
Elle prend son nom actuel en 2018, les catholiques érythréens étant à partir de là représentés à l’AMECEA et au SCEAM par le Conseil de l’Église d’Érythrée — pas exactement une conférence épiscopale.

## Sanctuaire
La conférence n’a pas, en 2023, désigné de sanctuaire national.